# Gstaltenhof
Gstaltenhof  ist ein Ort im Eferdinger Becken in Oberösterreich, und
Ortschaft der Gemeinden Hartkirchen und Pupping im Bezirk Eferding.

## Geographie
Der Ort liegt etwa 6 Kilometer nördlich von Eferding, am Ostrand des Eferdinger Beckens an der Kante des Sauwalds, auf um die 270 m ü. A.
Die beiden Ortschaften umfassen knapp 10 Gebäude mit etwa 30 Einwohnern, namentlich das Hartkirchener Gehöft Gstaltenhof und die Häuser südlich mit dem Flugplatz Eferding schon im Puppinger Teil. Die Häuser östlich direkt an der Geländekante heißen schon Schaumberg.
Nachbarortschaften und -orte:
| Wolfsfurth (Gem. Hartkirchen)                             | Poxham (Gem. Hartkirchen)                   |                                       |
| Rienberg (Gem. Hartkirchen) Schaumberg (Gem. Hartkirchen) | Kompassrose, die auf Nachbargemeinden zeigt | Karling (Gem. Hartkirchen)            |
| Stroheim (Gem.)                                           |                                             | Pupping (Gem. Hartkirchen u. Pupping) |

## Geschichte
Der Urhof ist spätestens 1371 in einem Urbar von Schaumberg urkundlich.
Gstaltenhof steht als Hausname zu einem Personennamen Gstaltner, Staltner.
Im frühen 19. Jahrhundert wurde ein Michael Burglehner am Reischlgut (HNr. 2) im Zuge der wiederaufgeflammten Bauernrebellionen als Rädelsführer der Hartkirchner aktenkundig.
Seit 1963 gibt es hier den Flugplatz Eferding (ICAO-Code LOLE) mit Graspiste. Er wird vom Segelflieger- und Modellbauclub Eferding (SMBC Eferding) betrieben. Der Grund wurde seinerzeit von Heinrich Starhemberg, dem die Gründe um die Ruine Schaumburg (Schaunburg) seinerzeit gehörte, und selbst begeisterter Flieger, zur Verfügung gestellt.
| Hzgt. Österr. | Krld. Österr. o.d.Enns (Kthm. Österr./ Österr.- Ugrn.) | Krld. Österr. o.d.Enns (Kthm. Österr./ Österr.- Ugrn.) | Bld. Oberösterreich (Rep. Österr.) | Bld. Oberösterreich (Rep. Österr.) | Bld. Oberösterreich (Rep. Österr.) | Bld. Oberösterreich (Rep. Österr.) | Bld. Oberösterreich (Rep. Österr.) | Bld. Oberösterreich (Rep. Österr.) |
| 1371          | 1825                                                   | 1869                                                   | 1951                               | 1961                               | 1971                               | 1981                               | 1991                               | 2001                               |
| −             | −                                                      | 30                                                     | 33                                 | 31                                 | 36                                 | 38                                 | 34                                 | 28                                 |
| 1 Urhof urk.  | 6                                                      | 6                                                      | 7                                  | 6                                  | 8                                  | 9                                  | 9                                  | 9                                  |

## Persönlichkeiten
- Michael Burglehner (1784–1837), Richter zu Schaumberg, Bauernrebell